# 库桑斯莱福日
库桑斯莱福日（法語：Cousances-les-Forges，法語發音：[kuzɑ̃s le fɔʁʒ]）是法国默兹省的一个市镇，属于巴勒迪克区。

## 地理
库桑斯莱福日（48°36'37"N, 5°5'3"E）面积18.13 平方千米，位于法国大東部大區默兹省，该省份为法国西北部内陆省份，北与比利时接壤，西接马恩省和阿登省，南至上马恩省和孚日省，东临默尔特-摩泽尔省。
与库桑斯莱福日接壤的市镇（或旧市镇、城区）包括：沙穆耶、纳尔西、昂塞维尔、佩尔图瓦地区奥尔努瓦、吕欧诺南、佩尔图瓦地区萨沃尼埃。

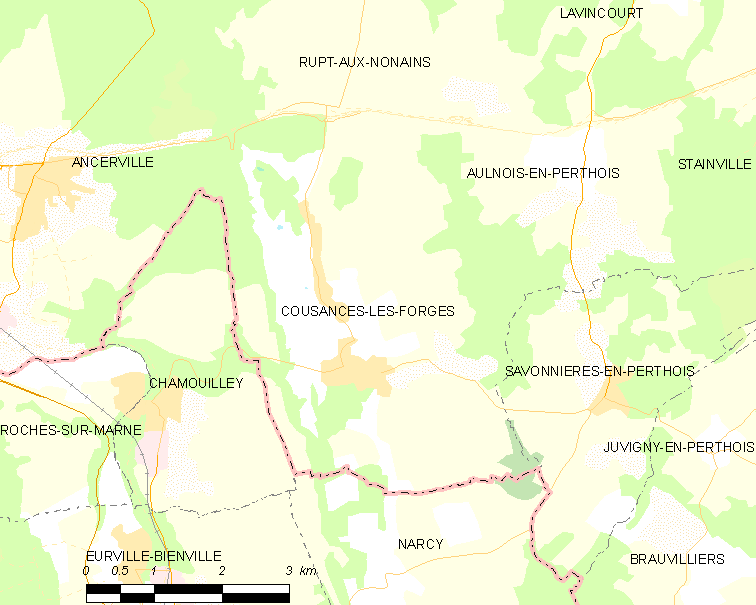
库桑斯莱福日的OSM定位图

库桑斯莱福日的时区为UTC+01:00、UTC+02:00（夏令时）。

## 行政
库桑斯莱福日的邮政编码为55170，INSEE市镇编码为55132。

## 政治
库桑斯莱福日所属的省级选区为昂塞维尔县。

## 人口

1962-2008年间库桑斯莱福日人口变化图示

库桑斯莱福日于2022年1月1日时的人口数量为1644人。